# Chenoise-Cucharmoy
Chenoise-Cucharmoy ist eine französische Gemeinde mit 1.629 Einwohnern (Stand: 1. Januar 2022) im Département Seine-et-Marne in der Region Île-de-France. Sie gehört zum Arrondissement Provins und zum Kanton Provins.
Sie entstand mit Wirkung vom 1. Januar 2019 als Commune nouvelle durch die Zusammenlegung der bisherigen Gemeinden Chenoise und Cucharmoy. Die ehemaligen Gemeinden haben in der neuen Gemeinde jedoch keinen Status als Commune déléguée. Der Verwaltungssitz befindet sich in Chenoise.

## Gliederung
| Ortsteil                     | ehemaliger INSEE-Code | Fläche (km²) | Einwohnerzahl (2016) |
| ---------------------------- | --------------------- | ------------ | -------------------- |
| Chenoise (Verwaltungssitz)00 | 77109                 | 35,85        | 1386                 |
| Cucharmoy                    | 77149                 | 12,83        | 0225                 |

## Geographie
Die Gemeinde liegt rund 70 Kilometer ostsüdöstlich von Paris. Im Gemeindegebiet entspringt der Fluss Yvron. Nachbargemeinden sind: Bannost-Villegagnon im Norden, Saint-Hilliers im Nordosten, Mortery im Südosten, Vulaines-lès-Provins und La Chapelle-Saint-Sulpice im Süden, Maison-Rouge und Vieux-Champagne im Südwesten, Saint-Just-en-Brie im Westen sowie Jouy-le-Châtel im Nordwesten.

## Sehenswürdigkeiten
Siehe: Liste der Monuments historiques in Chenoise-Cucharmoy